# 656 aC
L'any 656 aC va ser un any del calendari romà pre-julià. A l'Imperi Romà es coneixia com l'any 98 ab urbe condita. La denominació 656 aC per a aquest any s'ha utilitzat des de l'època medieval primerenca, quan l'era del calendari Anno Domini es va convertir en el mètode prevalent a Europa per nomenar els anys.

## Esdeveniments

### Egipte
- Tebes es sotmet al governant egipci de Psammètic I de Sais, que s'ha aliat amb Giges i empra soldats libis en una rebel·lió contra el domini assiri amb l'ajuda de mercenaris caris i jònics. Psammètic permet que l'alcalde de la ciutat, Mentuemhat, mantingui la seva posició, que no només és el tebà més poderós sinó també el quart profeta d'Amon.
- Psammètic I amplia el seu control sobre tot Egipte. La dinastia vint-i-cinquena, i el període nubi posterior, donen fi a l'antic Egipte.[1]

### Assíria
- El rei Xamaix-xuma-ukin de Babilònia forma una aliança secreta amb àrabs, arameus, elamites, perses i egipcis contra el seu mig germà Asurbanipal.